# Valter Lindström
Erik Valter Lindström, född 5 april 1907 i Otterstads socken, död 6 januari 1991 i Karlstad, var en svensk teolog.
Valter Lindström var son till folkskolläraren Johannes Lindström och bror till Martin Lindström. Efter studentexamen i Skara 1926 och teologisk-filosofisk examen i Göteborg 1927 studerade han vid Lunds universitet, blev filosofie kandidat 1929, teologie kandidat 1933, teologie licentiat 1941 och teologie doktor samt docent i systematisk teologi 1943. År 1934 prästvigdes Lindström och innehade därefter 1934–1937 olika prästtjänster i Skara stift, 1935–1937 var han stiftsadjunkt. Åren 1944–1947 var han direktor i Svenska kyrkans diakonistyrelse, 1947–1951 var han tillförordnad och 1951–1957 ordinarie professor i systematisk teologi vid Åbo akademi, och därefter 1957–1972 domprost i Karlstad. Lindström var ordförande i Sveriges kristliga studentrörelse 1944–1947. Bland hans arbeten märks studien över Kierkegaard Stadiernas teologi (1943, doktorsavhandling).